# Novi Bezdan
Novi Bezdan (ugriska: Újbezdán) är en ort i Kroatien.   Den ligger i länet Baranja, i den östra delen av landet, 190 km öster om huvudstaden Zagreb. Novi Bezdan ligger 86 meter över havet och antalet invånare är 329.
Terrängen runt Novi Bezdan är mycket platt. Runt Novi Bezdan är det ganska glesbefolkat, med 29 invånare per kvadratkilometer. Närmaste större samhälle är Beli Manastir, 11,3 km öster om Novi Bezdan. I omgivningarna runt Novi Bezdan växer i huvudsak blandskog.